# قلب‌های ارغوانی
قلب‌های ارغوانی (به انگلیسی: Purple Hearts) یک فیلم جنگی و درام آمریکایی به کارگردانی سیدنی جی. فیوری محصول سال ۱۹۸۴ با بازی کن وال و شریل لاد است. فیلمنامه مربوط به یک جراح نیروی دریایی و یک پرستار نیروی دریایی است که هنگام خدمت در طول جنگ ویتنام عاشق یکدیگر می‌شوند. علاقه آنها به یکدیگر تضاد قابل توجهی با خشونت جنگ ایجاد می‌کند.

## بازیگران
- کن وال در نقش دون جاردیان
- شریل لاد در نقش دبورا سلیمان
- استیون لی در نقش جادوگر
- آنی مک آنرو در نقش هلاوی
- پل مک‌کرین ور نقش برنر
- سیریل اورلی در نقش زوما
- دیوید هریس در نقش هانز
- هیلاری بی اسمیت در نقش جیل
- آر. لی ارمی در نقش گانی
- درو اسنایدر در نقش سرهنگ دوم لاریمور
- لین اسمیت در نقش مارکل
- جیمز ویتمور جونیور در نقش بوانا
- کوین الدرز
- سیدنی اسکوایر به عنوان پرستار
- دیوید باس در نقش ستوان گریسون
- رودی نش در نقش هارتمن